# Gravellona Lomellina
Gravellona Lomellina es una localidad y comune italiana de la provincia de Pavía, región de Lombardía, con 2.529 habitantes.

## Economía
El principal sector de la economía gravellonese (como también de los municipios vecinos de Lomellina) es la agricultura. En particular, un cultivo de arroz intenso, el cultivo garantizada por el flujo de agua en particular Sella Quintino Canal. Destaca el cultivo de álamos y cultivos de maíz. También es de destacar la presencia de una pequeña zona industrial.

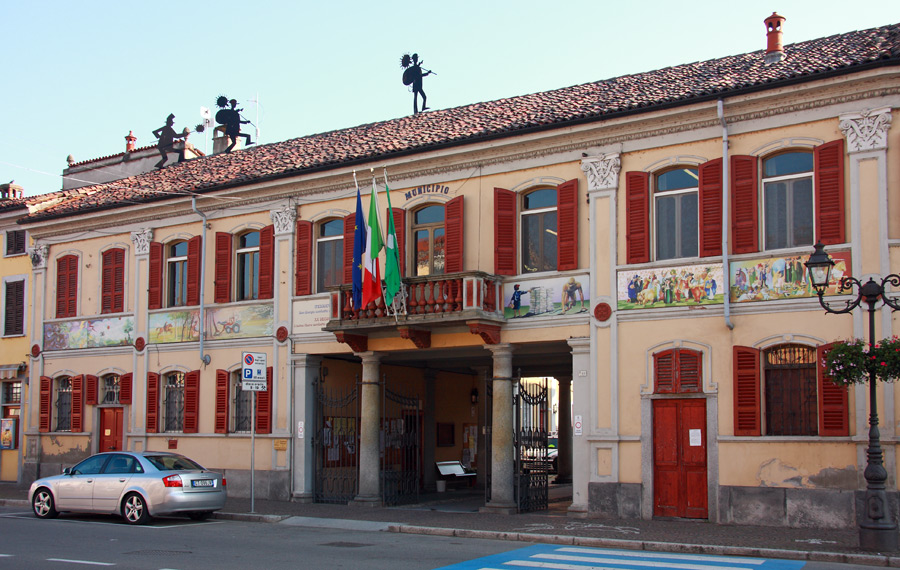
El ayuntamiento decorado con pinturas y esculturas en hierro

## Cultura

### Festa dell'Arte (Festival de las Artes)
Gravellona Lomellina es conocido en Lomellina como "paese d'arte" (pueblo artístico), debido a diversas obras de arte colocados alrededor de esta ciudad durante el Festival de las Artes. A partir de 1992, en el primer fin de semana de junio, el Festival de las Artes es una fiesta por todo Gravellona, con algunos eventos folclóricos y artísticos, y un nuevo trabajo estacionario de arte cada año. Algunos de estos trabajos son, por ejemplo, los frescos y murales, figuras en hierro forjado en los techos, los mosaicos en las aceras, etc.

## Evolución demográfica
| Gráfica de evolución demográfica de Gravellona Lomellina entre 1861 y 2001 |
|                                                                            |
| Fuente ISTAT - elaboración gráfica de Wikipedia                            |